# 黎燕珊
黎燕珊（英語：Eva Lai Yin Shan，1964年5月20日—），原籍廣東省深圳市，香港影視女演員，無綫電視基本藝人合約女藝員。1982年，黎燕珊加入邵氏電影公司成為旗下藝人。1985年，黎燕珊當選首屆香港亞洲小姐競選冠軍，遂加入亞洲電視任女藝員。曾出任由歷屆亞洲小姐組成之慈善機構仁美清叙前主席，2009年該會重組後當選為首屆會長，並連任7年。2017年，加盟無綫電視。

## 背景
黎燕珊早年在香港島華富邨成長。在1980年代初便加入邵氏電影公司成為旗下藝人，但那時尚未走紅。1985年，黎燕珊獲時任邵氏董事方逸華批准外借，參加由亞洲電視舉辦的首屆亞洲小姐競選，並奪得冠軍，從而聲名大噪，同屆亞姐包括：亞軍潘先儀、季軍葉玉卿、友誼小姐朱慧珊，以及梁雁翎等。同年10月26日，黎燕珊代表香港在灣仔伊利沙伯體育館舉行的1985年度亞太小姐競選決賽中奪得殿軍。 當時，無綫電視為與當屆亞太小姐競選及決賽對撼，特地在兩週內，動員全台力量拍攝電視劇《楊家將》，並於10月21日至25日播映該劇，每集時長半小時，是當時無綫有史以來藝員最多的電視劇集。10月26日，翡翠台更播放該劇三小時加長版連大結局以直接對撼當晚於亞洲電視本港台作現場直播的亞太小姐競選決賽。
黎燕珊加入亞視後，與後來加入亞視的利智等人一同受到力捧，兼任演員及司儀，成為亞視臺柱之一。其中劇集代表作有她主演的《西施》，以及她和後來的丈夫劉永合作的《成吉思汗》。
1988年與亞視約滿，重投電影界，但1992年因為與劉永結婚，便逐漸淡出，只曾在九十年代中後期多次復出拍戲。2000年代中期離婚以後基於要養家，所以從事保險業。
2007年，黎燕珊正式在亞視復出，除拍劇外，主要在綜藝節目中擔任主持。在2010年王征入主亞視後，由於不滿王征干預「仁美清叙」行政，使其商業化，加以有見亞視劇集製作停頓，在2013年約滿後，黎燕珊選擇離開亞視。
2017年，53歲的黎燕珊加盟無綫，簽約2年於9月1日正式生效，接受訪問時表示希望多在劇集方面發展。是繼同屆亞姐朱慧珊，第二位轉投無綫的首屆亞姐。

## 個人生活
1992年，黎燕珊与同為邵氏出身的演員劉永結婚，成為劉永第二任妻子（第一任為戴良純）。兩人婚后育有一子一女。
2000年，劉永和黎燕珊夫妻關係惡化。黎燕珊提出離婚申請，甚至向高等法院申請禁制令，禁止劉永接觸自己及子女。雖然劉永其後曾在媒體前落淚並向黎燕珊表示悔意，但兩人終在2004年正式離婚。
2017年10月，黎燕珊出席「致富從心」記者會，即場向「股俠」方新俠和「人生導師」林希樺請教，並表示擇偶條件是年紀不能細過自己，不能花她的錢及不能矮過她。

## 參演作品

### 電視劇（亞洲電視）
| 首播           | 劇名                   | 角色   |
| 1986年         | 西施                   | 西施   |
| 1986年         | 時光倒流七十年         | 小夜鶯 |
| 1987年         | 成吉思汗               | 孛兒帖 |
| 1987年         | 滿清十三皇朝之努爾哈赤 | 阿巴亥 |
| 1987年         | 香港情                 |        |
| 1988年         | 賭徒                   |        |
| 1997年         | 97變色龍               | 王心茹 |
| 2010年－2011年 | 香港Go Go Go           | 錢太   |

### 電視劇（無綫電視）
| 首播       | 劇名              | 角色                 |
| 2019年     | 十二傳說          | 易亞男               |
| 2019年     | 多功能老婆        | 余雁妮（Annie）      |
| 2020年     | 法證先鋒IV        | 趙彩蘭（蘭姨）       |
| 2020年至今 | 愛·回家之開心速遞 | 頭皮媽（第1002集起） |
| 2021年     | 逆天奇案          | 梁靄慈               |
| 2021年     | 異搜店            | 何彩霞               |
| 2021年     | 青春本我          | 謝翠絲               |
| 2022年     | 青春不要臉        | 方秀秀               |
| 2023年     | 法言人            | 彭尹芳瑜             |
| 2023年     | 你好，我的大夫    | 施玉玲               |
| 2023年     | 新聞女王          | 徐李英鳳             |
| 2024年     | 本尊就位          | 黃桂菲               |
| 2024年     | 婚後事            | 顧 蘭（Nancy）       |
| 2024年     | 逆天奇案2         | 梁靄慈               |
| 2024年     | 黑色月光          | 李素善               |
| 拍攝中     |                   |                      |

### 電視劇（邵氏兄弟）
| 首播   | 劇名           | 角色   |
| 2020年 | 飛虎之雷霆極戰 | 朱楚萍 |
| 2023年 | 廉政狙擊       | 倪寶群 |

### 電視劇（香港電台）
| 首播   | 劇名                                              | 角色 |
| 2008年 | 512 活在香港：消．廢                              |      |
| 2001年 | 現代童話：月亮不見了-潘金英（页面存档备份，存于） | 阿蓮 |
| 2014年 | 我的家庭醫生：美麗陷阱（页面存档备份，存于）      | 歡姐 |

### 電視劇（台灣）
| 首播   | 劇名     | 角色           | 電視台 |
| 1992年 | 廈門新娘 | 鄭麗萍         | 中視   |
| 1996年 | 情劍山河 | 小周后(周嘉敏) | 臺視   |

### 電視節目
| 首播          | 節目名                 | 性質                                                     |
| 亞洲電視      |                        |                                                          |
| 1986年        | 亞洲小姐競選           | 表演嘉賓                                                 |
| 1988年        | 亞洲小姐競選           | 大會司儀                                                 |
| 1989年        | 亞視煙花照萬家巨星獻禮 |                                                          |
| 1997年        | 跑馬地萬衆同心大滙演   |                                                          |
| 2007年        | 電視風雲50年           | 第六集：電視揸Fit人                                      |
| 2008年        | 電視風雲50年           | 第十七集：肥姐在ATV的日子                                |
| 2008年        | 今日法庭               | 第23-24集：謀財殺夫案                                    |
| 2008年        | 師奶我最大             |                                                          |
| 2008年        | 演藝界512關愛行動      |                                                          |
| 2010年-2011年 | 生活加油站             | 主持                                                     |
| 2011年-2012年 | Eva會客室              | 原是師奶你好嘢，生活加油站的環節之一，2011年成為獨立節目 |
| 2012年        | 亞視百人               | 第94集專訪嘉賓                                           |
| 有線電視      |                        |                                                          |
| 2014年        | 往事·並不如煙          | 主持                                                     |
| 2016年        | 帶阿媽去旅行           | 嘉賓主持                                                 |
| 2016年        | 往事·並不如煙之情書    | 主持                                                     |
| 奇妙電視      |                        |                                                          |
| 2017年        | 星匯奇妙77             |                                                          |
| 2017年        | 潮拜傲媽               | 主持                                                     |
| 無綫電視      |                        |                                                          |
| 1990年        | 十點半港情講趣         | 嘉賓（第3集）                                            |
| 2017年        | 萬千星輝賀台慶2017     | 列席嘉賓                                                 |
| 2018年        | 兄弟大茶飯             | 嘉賓（第2集）                                            |
| 2018年        | 歡樂滿東華             |                                                          |
| 2019年        | 娛樂大家               | 嘉賓（第3集）                                            |
| 2019年        | 流行經典50年           | 5月19日「我不是歌手」環節、 12月14 日                    |
| 2019年        | 今日VIP                | 專訪嘉賓                                                 |

### 電影
| 首映   | 戲名                        | 角色         |
| 1982年 | 楊過与小龍女                | 陸無雙       |
| 1983年 | 梁上君子                    | 小雲         |
| 1984年 | 至尊一劍                    |              |
| 1984年 | 布衣神相                    | 無敵門堂主   |
| 1984年 | 望子成蟲                    | 小娟         |
| 1984年 | 失婚老豆                    |              |
| 1984年 | 我為你狂                    | 阿君         |
| 1984年 | 風流冤鬼                    |              |
| 1984年 | 拳擊小子                    |              |
| 1984年 | 傾城之戀                    |              |
| 1985年 | 癲鳳狂龍                    | 毛仁愛       |
| 1985年 | 天官賜福                    | 丐幫幫主女兒 |
| 1985年 | 山東狂人                    | 阿芝         |
| 1988年 | 喜寶                        | 姜喜寶       |
| 1989年 | 急凍奇俠                    | 公主         |
| 1989年 | 火燭鬼(表哥到續集)          | 飄紅         |
| 1989年 | 大男人小傳                  | Doris        |
| 1990年 | 舞臺姊妹                    | 反串小生小雪 |
| 1990年 | 五鬼運財2之麻衣傳奇(人鬼戀) | 嫣紅         |
| 1992年 | 笑傲俠義黃大仙              | 觀音         |
| 1993年 | 屍蠱艷譚                    |              |
| 1993年 | 七月十四                    | 君           |
| 1995年 | 邊城皇帝                    |              |
| 2008年 | 十分鍾情                    |              |
| 2011年 | 桃姐                        | 黎燕珊       |
| 2012年 | 起勢搖滾                    | Alan母親     |
| 2020年 | 喜寶                        | 喜寶母親     |

### 廣播劇
- 2012年7月13日：《十八樓C座》 飾 燕姐（特別嘉賓客串角色）

### 舞台劇
- 2017年：《我和春天有個約會》（內地版） 飾 金露露
- 2023年：「雷雨」

### 廣告
- 1985年﹕噴潔麗
- 1986年﹕名髮廊
- 2010年-2011年﹕日迦美容集團
- 2013年-2015年﹕挪威阿斯麥_天然營養補充品
- 2013年-2014年 內地 香江半島 代言人

## 獎項
- 1985年亞洲小姐競選 - 冠軍
- 1985年亞洲小姐競選 - 最有魅力小姐
- 1985年亞太小姐競選（英语：Miss Asia Pacific International） - 殿軍

## 外部連結
- 黎燕珊的Facebook專頁
- 黎燕珊的Instagram帳戶
- 黎燕珊的新浪微博
- 黎燕珊在时光网上的簡介（简体中文）
- 黎燕珊在豆瓣上的资料（简体中文）
- 黎燕珊在香港影庫上的簡介

| 前任： 首任 | 亞洲小姐競選冠軍 1985年 | 繼任： 利智 |